# Edward Condon

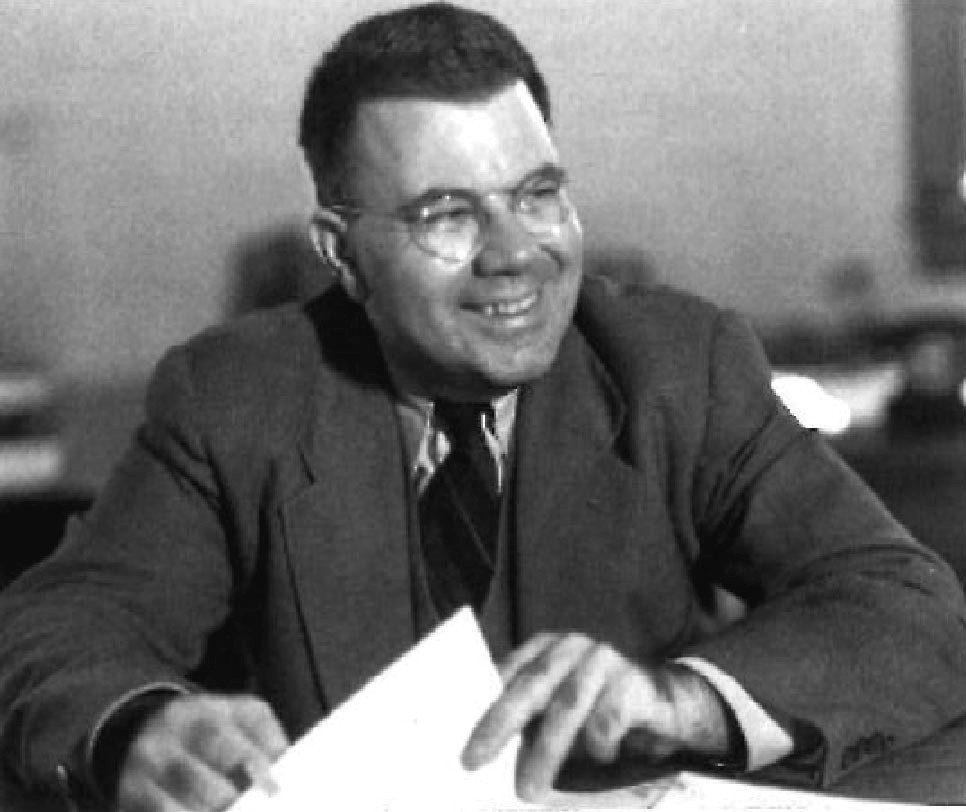
Edward U. Condon

Edward Uhler Condon (* 2. März 1902 in Alamogordo, New Mexico; † 26. März 1974 in Boulder, Colorado) war ein US-amerikanischer Physiker. Nach ihm ist unter anderem das Franck-Condon-Prinzip benannt.
Während des Zweiten Weltkrieges arbeitete er auf dem Gebiet der Atomenergie und des Radars. Von 1945 bis 1951 war er Direktor des National Bureau of Standards. 1946 wurde Condon Präsident der American Physical Society, 1953 der American Association for the Advancement of Science.
In der McCarthy-Ära geriet Edward Condon vor das Komitee für unamerikanische Umtriebe mit der Begründung, dass er als „Anhänger“ der Quantenmechanik auch andere „revolutionäre“ (gemeint waren stalinistische) Theorien vertreten könnte. Edward Condon verteidigte sich mit einem berühmt gewordenen Bekenntnis zur Physik.
Der Mondkrater Condon ist nach ihm benannt.

## Condon Committee
Von 1966 an leitete Condon auf Bitten der Luftwaffe ein wissenschaftliches Forschungsteam an der Universität von Colorado, das UFOs untersuchen sollte. Condon beantragte weitere Fördergelder, die ihm auch bewilligt wurden, dennoch wurde die Arbeit der Gruppe nach zwei Jahren eingestellt.
Die Arbeit der Condon-Gruppe endete in einem kleinen wissenschaftlichen Skandal: Condon schrieb in der Zusammenfassung des Abschlussberichts, sein Team hätte weder Anzeichen für die Anwesenheit außerirdischer Lebensformen noch sonstige Phänomene, die naturwissenschaftlich nicht erklärbar wären, gefunden. Diese Feststellung passt zwar zu öffentlichen Äußerungen Condons schon Jahre vor dem offiziellen Abschluss des Projekts, aber nicht so gut zu dem Inhalt des Berichts selbst: Von 59 untersuchten Fällen wurden 33 geklärt. Eine dieser Erklärungen lautete beispielsweise, es handele sich hier „um eine Naturerscheinung, die weder vorher noch danach beobachtet worden sei“.
Mit Hilfe von James McDonald gelangte ein Memorandum von Condons Verwaltungsassistenten Robert Low an die Presse. Demnach sollte die Untersuchung zwar den Anschein der Objektivität wahren, aber nur zu der der Luftwaffe genehmen Schlussfolgerung gelangen, dass es keine UFOs gäbe. Condon feuerte mehrere der Mitarbeiter, die für diese Publikation verantwortlich waren.
Thornton Page schrieb nach Herausgabe des Berichts über das Projekt im American Journal of Physics, dass Condons Folgerungen sich „nicht logisch aus den Daten ergeben“ würden. Ähnlich äußerte sich der Vorsitzende des Ufo-Komitees des American Institute of Aeronautics and Astronautics (AIAA), Joachim Küttner.
In der wissenschaftlichen Fachzeitschrift 'Science' wurde das Condon-Projekt (in Anspielung auf die vom US-Geheimdienst unterstützte Invasion auf Kuba) sogar als „himmlische Schweinebucht-Landung“ bezeichnet.
Trotz der Beschuldigungen wurde die persönliche Integrität von Edward Condon niemals in Frage gestellt, auch nicht von den Physikern und anderen Wissenschaftlern (wie etwa James McDonald oder J. Allen Hynek), die sich mit dem Ufo-Problem beschäftigten.
Der Psychologe des Projekts, David Saunders, schrieb Jahre später ein Buch über die Arbeit der Condon-Gruppe, in dem er einen Zusammenhang zwischen Condons Verhalten und seiner – aus der McCarthy-Zeit stammenden – Gegnerschaft zu dem späteren US-Präsidenten Richard Nixon vermutete.

## Mitgliedschaften
1944 wurde Condon zum Mitglied der National Academy of Sciences gewählt. 1947 wurde er in die American Academy of Arts and Sciences aufgenommen. 1949 wurde er gewähltes Mitglied der American Philosophical Society. Seit 1928 war er Fellow der American Physical Society.